# Финал Кубка Англии по футболу 2022
Финал Кубка Англии по футболу 2022 года (англ. 2022 FA Cup Final) — 141-й финал старейшего футбольного кубкового турнира в мире, Кубка Англии. Матч состоялся 14 мая 2022 года на стадионе «Уэмбли» в Лондоне. В матче встретились «Челси» и «Ливерпуль». Победу в матче в серии послематчевых пенальти одержал «Ливерпуль».
«Ливерпуль» выиграл трофей впервые с 2006 года, а Юрген Клопп стал первым тренером немецкого происхождения, выигравшим Кубок Англии. «Челси» проиграл третий финал подряд, после поражений «Арсеналу» и «Лестеру» в финалах 2020 и 2021 годов.
Так как победитель Кубка Англии («Ливерпуль») квалифицировался в Лигу чемпионов УЕФА на основании своей позиции в лиге, путёвка в Лигу Европы УЕФА от победителя Кубка Англии перешла к команде, занявшей шестое место, «Манчестер Юнайтед».

## Путь к Финалу
Основная статья: Кубок Англии по футболу 2021/2022

### «Челси»
| Раунд           | Дата           | Соперник      | Счёт |
| --------------- | -------------- | ------------- | ---- |
| Третий раунд    | 8 января 2022  | Честерфилд    | 5:1  |
| Четвёртый раунд | 5 февраля 2022 | Плимут Аргайл | 2:1  |
| Пятый раунд     | 2 марта 2022   | Лутон Таун    | 2:3  |
| Четвертьфинал   | 19 марта 2022  | Мидлсбро      | 0:2  |
| Полуфинал       | 17 апреля 2022 | Кристал Пэлас | 2:0  |

### «Ливерпуль»
| Раунд           | Дата           | Соперник         | Счёт |
| --------------- | -------------- | ---------------- | ---- |
| Третий раунд    | 8 января 2022  | Шрусбери Таун    | 4:1  |
| Четвёртый раунд | 5 февраля 2022 | Кардифф Сити     | 3:1  |
| Пятый раунд     | 2 марта 2022   | Норвич Сити      | 2:1  |
| Четвертьфинал   | 20 марта 2022  | Ноттингем Форест | 0:1  |
| Полуфинал       | 16 апреля 2022 | Манчестер Сити   | 2:3  |

## Отчёт о матче
| Челси                                                              | 0:0 (доп. вр.) | Ливерпуль                                                               |
| ------------------------------------------------------------------ | -------------- | ----------------------------------------------------------------------- |
|                                                                    | (отчёт)        |                                                                         |
| Пенальти                                                           |                |                                                                         |
| - Алонсо - Аспиликуэта - Джеймс - Баркли - Жоржиньо - Зиеш - Маунт | 5:6            | - Милнер - Тьяго - Фирмино - Александер-Арнольд - Мане - Жота - Цимикас |

| Челси | Ливерпуль |

| Игрок матча: Луис Диас (Ливерпуль) Судейская бригада: - Помощники судьи: Дэн Кук, Эдвард Смарт - Резервный судья: Дэвид Кут - Резервный помощник судьи: Дэн Робатан - Видеопомощник судьи (VAR): Пол Тирни - Ассистент видеопомощника судьи: Саймон Беннетт | Регламент матча: - 90 минут основного времени. - 30 минут овертайм в случае необходимости. - Послематчевые пенальти в случае необходимости. - Девять запасных с каждой стороны. - Максимальное количество замен — по пять с каждой стороны, шестая возможна в дополнительное время. |